# Greater Hume Shire Council
Greater Hume Shire Council is een Local Government Area (LGA) in de Australische deelstaat New South Wales. Greater Hume Shire Council telt 10.510 inwoners. De hoofdplaats is Holbrook.